# Wahlen zum Senat der Vereinigten Staaten 1926
Am 2. November 1926 wurde in den Vereinigten Staaten ein Drittel der Mitglieder des US-Senats gewählt. Die Wahlen waren Teil der allgemeinen Wahlen zum 70. Kongress der Vereinigten Staaten in jenem Jahr, bei denen auch alle Abgeordneten des Repräsentantenhauses gewählt wurden. Da der Wahltermin genau in der Mitte der ersten vollen Amtszeit von Präsident Calvin Coolidge lag (Midterm Election), galten die Wahlen zum Teil auch als Votum über die bisherige Politik des Präsidenten.
Seit der Verabschiedung des 17. Zusatzartikel zur Verfassung der Vereinigten Staaten im Jahr 1913 werden alle US-Senatoren in ihrem jeweiligen Bundesstaat direkt vom Volk ihres Staates gewählt. Dabei stellt jeder Bundesstaat 2 Senatoren. Nach der Verfassung der Vereinigten Staaten werden US-Senatoren auf sechs Jahre gewählt. Allerdings werden nie alle Senatsmitglieder gleichzeitig gewählt. Die Wahlen folgen einem Schema, wonach alle zwei Jahre ein Drittel der Senatoren zeitgleich mit den Wahlen zum US-Repräsentantenhaus gewählt werden. Zu diesem Zweck ist der Senat in drei Klassen eingeteilt, die das Wahljahr der Senatoren bestimmen. Im Jahr 1926 standen die Senatoren der Klasse III zur Wahl. Zu diesem Zeitpunkt bestanden die Vereinigten Staaten aus 48 Bundesstaaten. Daraus ergibt sich die Zahl von insgesamt 96 Senatoren, von denen 34 zur Wahl standen. Die Demokraten nahmen den Republikanern im Vergleich zur letzten Wahl sechs Mandate ab. Trotzdem konnten die Republikaner eine knappe Mehrheit behaupten, die auch noch von Vizepräsident Charles Gates Dawes, dem formellen Senatspräsidenten unterstützt wurde, der im Zweifel mit seinen Republikanischen Parteifreunden abstimmte.

## Senatszusammensetzung nach der Wahl
- Demokratische Partei: 47 (39)[1]
- Republikanische Partei: 48 (56)
- Sonstige: 1 (1) (Farmer Labor Party) in Minnesota.

Gesamt: 96
In Klammern sind die Ergebnisse der letzten Wahlen vom 8. November 1924. Veränderungen im Verlauf der Legislaturperiode, die nicht die Wahlen an sich betreffen, sind bei diesen Zahlen nicht berücksichtigt. Werden aber im Artikel über den 70. Kongress im Abschnitt über die Mitglieder des Senats bei den entsprechenden Namen der Senatoren vermerkt.
Zu Veränderungen nach der Wahl siehe auch Liste der Mitglieder des Senats im 70. Kongress der Vereinigten Staaten.